# Polycycnis lepida
Polycycnis lepida är en orkidéart som beskrevs av Jean Jules Linden och Heinrich Gustav Reichenbach. Polycycnis lepida ingår i släktet Polycycnis och familjen orkidéer. Inga underarter finns listade i Catalogue of Life.